# Peconha
Peconha (do tupi "pykõîa": "gêmeo do pé") é um utensílio rudimentar amazônico similar a um cinto utilizado na escalada de árvores altas, usado nos pés fimando-os no tronco, comumente fabricado a partir de fibras da planta ubuçu (tururi), ripeira ou matamatá. Modernamente também têm sido usadas peconhas feitas de sacolas grandes compostas por fibras de polímeros (por exemplo, sacola de cebola feito de juta) que são mais duravéis.
Esta técnica é amplamente utilizada no extrativismo de coleta de recursos vegetais/florestais de espécies como: açaí, bacaba, patauá e ubuçu. Em uma altura de aproximadamente 15 metros.
Recomenda-se cuidado no uso desta técnica, pois o escalador não está preso a nenhuma equipamento de segurança.
Devido acidentes o agricultor Edilson da Costa criou um apanhador de açaí em substitução à peconha. Uma fementa para colheita sem a necessidade de escalar  arvores, uma vara de alumínio com três à seis metros de altura com uma faca para o corte e engate para o apanho situado na ponta.

## Etimologia
"Peconha" vem do tupi antigo pykõîa, que significa literalmente "gêmeo do pé" (py é "pé", e kõîa é "gêmeo").